# David Blaine
David Blaine (nato David Blaine White; Brooklyn, 4 aprile 1973) è un illusionista statunitense.
Noto per le sue imprese di resistenza e le magie da strada eseguite durante i suoi show, è detentore di diversi record del mondo. James Nederlander così come il The New York Times ritengono Blaine il moderno Houdini.

## Biografia
Blaine nasce a Brooklyn, borough di New York, il 4 aprile del 1973, figlio unico di William Perez, un veterano della guerra del Vietnam, di origini per metà portoricane e per metà italiane, e di Patrice Maureen White (1946-1995), un'insegnante statunitense, nata da una famiglia ebraica di origini russe. I genitori, non legalmente sposati, si separarono poco tempo dopo la sua nascita e Blaine venne cresciuto da sua madre. Quando aveva dieci anni, la madre si sposò con John Bukalo, dal quale ebbe poi un figlio, Michael James, e con il quale si trasferirono a Lacrosse, dove frequentò la locale Lacrosse High School a Wisconsin.

## Numeri principali

### Buried Alive(1999)
Il 5 Aprile 1999, Blaine si è fatto seppellire per sette giorni in una bara di plexiglas trasparente posizionata al di sotto di una tanica contenente 3 tonnellate di acqua. La CNN riporta che all'interno della bara era presente un tasto che Blaine poteva premere in caso di emergenza per allertare un team di persone pronto ad intervenire in qualsiasi momento. Il 12 Aprile, ultimo giorno della performance, centinaia di telecamere e giornalisti erano presenti per il momento dell'apertura della bara.

### Frozen in Time(2000)
Il 27 Novembre 2000, Blaine si posiziona all'interno di un enorme blocco di ghiaccio collocato a Times Square, New York, dove intende restare sveglio ed in piedi per 72 ore consecutive indossando solamente dei vestiti leggeri per coprirsi. Un tubo lo riforniva di aria ed acqua durante questo periodo di tempo. Il ghiaccio era trasparente e posizionato su un ripiano rialzato, in modo che i passanti potessero vedere che Blaine fosse effettivamente all'interno del ghiaccio per tutta la durata della performance. Blaine, che dichiarò successivamente di aver avuto allucinazioni a causa della privazione del sonno e del freddo, non riuscì a completare questo numero in quanto venne estratto dal blocco di ghiaccio tramite l'utilizzo di motoseghe solamente dopo 63 ore, 42 minuti, e 15 secondi e portato d'urgenza in ospedale, per paura che potesse andare in stato di shock.

### Vertigo(2002)
Il 22 Maggio 2002, una gru ha sollevato Blaine e lo ha posizionato su una colonna alta 30 metri e larga 56 centimetri all'interno di Bryant Park a Manhattan, New York. Blaine non era in alcun modo agganciato alla colonna, anche se erano presenti due maniglie di emergenza retraibili alla quale si sarebbe potuto aggrappare in caso di maltempo. Rimase sulla colonna per 35 ore consecutive, portando a termine il numero saltando dalla cima della colonna su una base larga 3.7 metri di scatole di cartone. Questo salto gli provocò una leggera commozione cerebrale e la lussazione della spalla destra. Durante il suo TED Talk del 2009 dichiarò che nelle ultime ore della performance soffrì di forti allucinazioni che fecero apparire i palazzi intorno a lui come delle teste di vari animali.

### Above the Below(2003)
Il 5 Settembre 2003, Blaine si fece rinchiudere all'interno di una teca in plexiglass che venne alzata e posizionata sospesa in aria a circa 9 metri di altezza vicino a Potters Fields Park, a Londra. La teca misurava 0.9 metri x 2.1 metri x 2.1 metri ed aveva al suo interno una webcam in modo che il pubblico potesse connettersi e vedere Blaine in qualsiasi momento. Il numero durò 44 giorni durante i quali Blaine bevve 4.5 litri d'acqua al giorno e non mangiò nulla.
Questa performance fu oggetto di notevole attenzione da parte dei media, a causa anche degli eventi esterni che avvenirono: cibo ed altri numerosi oggetti vennero infatti lanciati dai passanti alla teca, incluse uova e palline da golf. Un hamburger di McDonald's venne fatto volare tramite un piccolo elicottero radiocomandato vicino alla teca. L'Evening Standard riportò che un uomo fu arrestato per aver tentato di tagliare il cavo che riforniva Blaine di acqua all'interno della teca.
Il numero si concluse il 19 Ottobre, quando Blaine venne estratto dalla teca e successivamente portato in ospedale dove iniziò per lui un lungo processo di rialimentazione. Il New England Journal of Medicine publlicò un articolo relativo ai 44 giorni di digiuno di Blaine e dichiarò che il processo di rialimentazione fu probabilmente la parte più rischiosa dell'intera performance. Questo studio ha riportato che Blaine "ha perso 24.5 kg - il 25 percento del suo peso originale - ed il suo indice di massa corporea è sceso da 29.0 a 21.6", specificando che nonostante le accortezze furono presenti ipofosfatemia e ritenzione idrica, elementi comuni nella sindrome da rialimentazione.

### Drowned Alive(2006)
Il 1º Maggio 2006, Blaine venne posizionato all'interno di una sfera di 2.4 metri di diametro ripiena d'acqua e soluzione salina isotonica di fronte al Lincoln Center di New York, all'interno della quale rimase immerso per sette giorni. Durante questa performance subì danni ai reni ed al fegato. Al termine della performance Blaine consentì di essere studiato da ricercatori dell'Università Yale per uno studio sulla reazione fisiologica umana all'immersione prolungata.

### Revolution(2006)
Il 21 Novembre 2006, Blaine venne legato ad un giroscopio che avrebbe ruotato continuamente, alla velocità di 8 giri al minuto, dalla quale avrebbe dovuto liberarsi entro 16 ore. Blaine riuscì a completare il numero dopo 52 ore.

### Dive of Death(2008)
Il 18 Settembre 2008, Blaine annuncia la sua prossima performance all'interno della Trump Tower, alla presenza dello stesso Donald Trump. Il 22 Settembre dello stesso anno Blaine inizia il numero presso il Wollman Rink di Central Park, nel quale viene sospeso a testa in giù senza una rete di sicurezza per 60 ore. Durante la performance Blaine scese una volta all'ora per dei controlli medici ed utilizzare il bagno e venne per questo criticato.

### Electrified: One Million Volts Always On(2012)
Il 5 Ottobre 2012, una nuova performance di 72 ore iniziò presso il Pier 54 di New York. Blaine venne posizionato su una colonna alta circa 6.5 metri circondata da sette bobine di Tesla che provocavano una scarica elettrica di almeno un milione di volt e che veniva puntata su Blaine, che per tutta la durata del numero non dormì ne mangiò. Per tutto il tempo Blaine indosso 15 kg di equipaggiamento, tra i quali una cotta di maglia realizzata con la funzione di gabbia di Faraday per impedire che l'elettricità attraversasse il suo corpo.
Blaine venne visto tremare durante la notte a causa del meteo avverso. Il The New York Times pubblicò un articolo spiegando la scienza dietro al numero di Blaine. Le scariche elettriche potevano essere controllate tramite una tastiera, presso la quale suonarono i musicisti Pharell Williams  e Andrew W.K..
L'evento si concluse l'8 Ottobre 2012, al termine del quale Blaine venne portato in ospedale per accertamenti. L'intero evento è stato trasmesso in diretta streaming su YouTube ed ha avuto oltre 400 milioni di spettatori.

### Ascension(2020)
Il 2 Settembre 2020, a Page, Arizona, Blaine si fece sollevare da 52 palloncini ripieni di elio fino ad un'altezza di circa 7600 metri. Raggiunta quella quota si lasciò cadere ed atterrò tramite un paracadute che aveva indossato lui stesso raggiunta l'altezza di 2200 metri. Blaine atterrò a poca distanza dal punto previsto totalmente incolume. Il numero venne trasmesso in diretta su YouTube come un programma Youtube Original.